# Ca l'Almoiner
Ca l'Almoiner és una obra de Sant Joan de les Abadesses (Ripollès) inclosa a l'Inventari del Patrimoni Arquitectònic de Catalunya.

## Descripció
Edifici de planta baixa i dos pisos construïts sobre l'antiga muralla, però preservant elements com la torre. Està construït amb pedra de riu, estructura de murs de càrrega i teulat a dues aigües. Al cantó que dona a migdia s'obren unes balconades, on es troben les peces principals. Pel cantó del Monestir, la façana es torna neutra i lligada amb l'entorn. L'obra es realitza després de la mort d'en Duran i Reinals.